# Río Chico (Chubut)

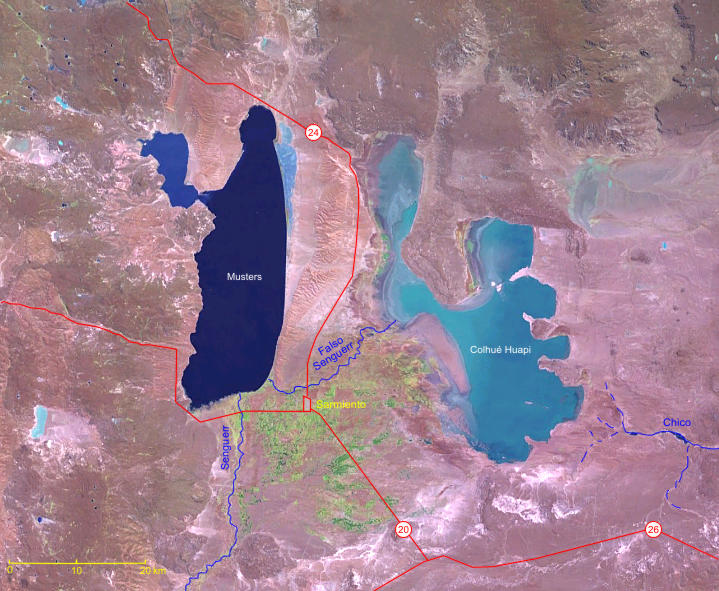
Vista de los lagos Musters y Colhué Huapi con las nacientes del río en la derecha inferior.

El río Chico es una corriente intermitente de agua que se encuentra ubicado en la provincia del Chubut, en la región patagónica central de la República Argentina, y era en otros tiempos el desagüe natural de la actual cuenca endorreica del río Senguerr y los lagos Musters y Colhué Huapi. Su cauce, la mayor parte del tiempo es seco, se extiende con rumbo nordeste hasta alcanzar el embalse del Dique Florentino Ameghino formando así la segunda cuenca hídrica de importancia en la provincia. 
El río se destaca por bordear cañadones en su recorrido que lo delimitan perfectamente. a pesar de la persistente sequian el río aun cuenta con estancias y población rural sobre sus márgenes.
Desde mediados del siglo pasado las condiciones climáticas y variables impulsadas por el hombre hicieron que la cuenca del río Senguer se desvincule de la del río Chico que pasó a ser un río intermitente. En consecuencia, la cuenca del río Senguer cambió de ser exorreica a endorreica.

## Toponimia
El río era llamado Jamakán o Iámakan por los pueblos originarios (tehuelches). Los mismos se asentaban sobre el río y en lago Colhué Huapi. La tribu se caracterizaba por ser un pueblo de canoeros, que vivían en chozas de ramas. Se estima que navegaban en canoas construidas con juncos, y pescaban con redes confeccionadas con el mismo material. De este pueblo existe muy poca información y son pocos los que saben de su antigua existencia. Hoy en día cuando baja el nivel del agua del lago, afloran las tumbas indígenas y los elementos materiales de su cultura.
Posiblemente fue nombrado como río Cananor, siendo anotado en las cartas náuticas posteriores al viaje de Américo Vespucio de 1502.
En 1532 el colonizador español Simón de Alcazaba demoró una semana para cruzarlo  en balsas con su gente. En esta expedición fue llamado Guadalquivir.

## Historia
En este río y en lago Colhué Huapi, se asentaba un pueblo indígena de canoeros, que vivían en chozas de ramas. Una cultura anterior a los tehuelches. Cuando baja el nivel del agua del lago, afloran las tumbas indígenas y los elementos materiales de su cultura. Se estima que navegaban en canoas construidas con juncos, y pescaban con redes confeccionadas con el mismo material. De este pueblo existe muy poca información y son pocos los que saben de su antigua existencia. En 1532, el colonizador  Simón de Alcazaba demoró una semana para cruzarlo con su gente, en balsas.
Fue explorado por los galeses John Murray Thomas, George Rees y Hugh E. Jones, bautizando al río como Younger y finalmente Afon Fach. La expedición se realizó en enero de 1878 entre Rawson y el lago Colhué Huapi. Otros galeses también lo llamaron Singyr. Unos años más tarde, en 1885, el río formó parte del recorrido de los "Rifleros del Chubut".
Desde fines del siglo XIX, el curso del río empezó a ser utilizado como la ruta de carros y caballos, entre las colonias galesas del Chubut (Trelew, Gaiman, Rawson) y el valle de Sarmiento. Las crónicas de los viajeros describieron un río vigoroso, de aguas lechosas, con rápidos y de unos 100 metros de ancho en algunos tramos.
En el curso superior, contaba con bosquecillos de sauces hacia inicios del XX.
Durante los primeros años del siglo XX, si el valle del Chubut se inundaba, se sabía, por el color de las aguas que llegaban, si la inundación se debía a lluvias en la zona norte de Chubut con aguas color rojo o en la zona sur aportadas por este río que traía aguas color lechoso.
La intermitencia del Chico se explica dado que en época de sequías el viento, que es intenso, vuela el polvillo del fondo del lago Colhué Huapi y lo acumula en el nacimiento del río, formando una especie de embalse. En los días de fuertes vientos, la nube de polvo se eleva varios kilómetros de altura y llega a alcanzar incluso la costa del Atlántico, situada a más de 100 kilómetros de distancia. 
El río sufre a lo largo de su existencia las consecuencias de procesos naturales que bloquean su lugar de nacimiento en el lago Colhué Huapi. Como consecuencia, su sequía total por períodos de tiempo determinados eran usuales. Un primer taponamiento del que se tiene registro, se remonta a 1902. Sin embargo, fue de carácter provisorio.
Aun para 1907 la cuenca del Chico contaba con una variedad de campos productores cuyos frutos fueron observados por los ingenieros ferroviarios que realizaron la fallida ampliación del Ferrocarril Central del Chubut. El ferrocarril estuvo a punto de ser ejecutado hacia la cordillera y hubiera quedad muy cerca del río para abastecer su zona. El plan solo se pudo concretar hasta inmediaciones de Las Plumas.
Hasta que se volvió un cauce intermitente en 1939 formó parte de la segunda cuenca hídrica de Chubut, en importancia.
En 1943 se produjo en el país un golpe militar de la revolución del 43. El nuevo gobierno dictatorial condujo a la formación de la Gobernación Militar de Comodoro Rivadavia en 1944. Ante el gran crecimiento de la zona y la relación excelente con el gobierno nacional, el Gobernador Militar a Ángel Solari anunció la construcción de un dique sobre el Río Chubut. En ese mismo año comenzaron los estudios de la obra de ingeniería proyectada por el Ing. Antonio Pronsato. Por esta razón, se procedió a efectuar viajes de reconocimiento del sitio óptimo para el emplazamiento del dique, evaluándose cuatro lugares sobre el valle del río Chubut y cinco sobre el valle del río Chico. Como resultante, se Determinó provisoriamente que el sitio más conveniente era aguas debajo de la confluencia de los ríos Chubut y Chico Sur, en una estrechura conocida como Valle Alsina a 20 km aguas debajo de la confluencia del río Chico . Es posible durante los años 1940 el río aun tenía una vida respetable o crecidas considerables.
Mientras que para 1955 el río tuvo su última actividad; para esa época había abundante agua, quintas, frutales, árboles, plantaciones, era un lugar bastante verde, un lugar con mucha vegetación.
Los propietarios de las estancias que se asientan en torno al nacimiento del río, aseguran que se tapó de forma definitiva a fines de la década del 50.
A partir de 2006 empezó la lenta y persistente sequía del lago que empezó a formar grandes dunas sobre la desembocadura del seco río Chico.
Para 2009 se estimaba que este río probablemente no volvería a correr más por el dique natural de varios kilómetros que se formó en torno a lo que era su desembocadura y porque el lecho se fue cubriendo con la tierra que arrastra el viento. Pero la principal razón es por obra del hombre, que utiliza enormes cantidades de agua que jamás van a llegar al Colhué Huapi. 
Sin embargo, su principal afluente el Zanjón del Valle Hermoso continúa aportando sus aguas al lecho seco del río en forma intermitente. El agua aportada no termina rumbo al río Chubut, desembocadura natural del Chico. En cambio, con el lecho del río que se va cubriendo con la tierra que vuela del fondo y márgenes del lago Colhué Huapi, el agua que escurre de Valle Hermoso (situado hacia el sur), en vez de correr hacia el este, lo hace en dirección inversa rumbo al lago para estancarse cerca del nacimiento del río Chico. De este modo, las aguas que recibe el Chico desde ese arroyo acaban en su nacimiento conformando una la laguna amplia. Los pobladores sospechan que esa agua arrastra consigo químicos de la industria petrolera, ya que mata los árboles a los que alcanza.
Sin agua la mayor parte del tiempo, antes de las precipitaciones del mes de abril de 2017, el lecho del río se encontraba seco y de a poco se cubrió de tierra y vegetación autóctona. Lamentablemente, la sequía volvió con crudeza desde 2020 cuando grandes arenales se formaron y empezaron a alcanzar estancias. Desde 2021 y 2022 las dunas alcanzaron los 7 metros de altura en algunos sectores del nacimiento del río.
Actualmente, el río cuando no contiene agua parece que transportara un cauce de arena. Además, parte de la zona que recorre el río es un yacimiento petrolero que escala los cerros que lo rodean.

### Renacimiento
A pesar de que el río permanece seco la mayor parte del tiempo desde 1939, volvió a la vida en una gran crecida en 1970. 
Lo mismo ocurrió tras las grandes inundaciones de fines de marzo y principios de abril de 2017, que generó un gran caudal que alcanzó el insólito tamaño de 400 metros de ancho. En su paso arrasó varias estancias que estaban edificadas sobre su cauce seco. De esta forma inusual, volvió a llevar agua al río Chubut, pero la gran crecida dejó aislados a muchos pobladores rurales.
Esto se debió a que las precipitaciones superaron los 200 mm en toda la cuenca; el agua acumulada estuvo a punto de alcanzar el nivel del puente Nolman, construido sobre la ruta provincial 27 entre 2016 y 2017 como reemplazo del viejo puente de madera. La estructura de hormigón, de 22 metros de largo por cuatro de ancho, incluye también terraplenes de acceso, lo cual evitó que el río aislara a la población rural.
El intenso fenómeno climático, que no tenía antecedentes en ningún registro, generó la gran crecida del río que, además de colapsar al río Chubut, aportó agua con un alto contenido de lodo al Dique Ameghino. Esto causó graves dificultades para la potabilización del agua para las poblaciones que se alimentan del Chubut; produciéndose baja potencia y cortes de agua 
Este inesperado ingreso de agua, que llegó a los 400 metros cúbicos por segundo, elevó la cota del embalse en 10 metros por encima de los valores previstos, además de generar un enturbiamiento inusual del espejo de agua. Si bien esa masa de agua no condicionó en lo inmediato la operación normal del embalse, las regulaciones establecidas por ley obligaron a la hidroeléctrica a adecuarse lo antes posible a los valores de operación normal.
A principios de 2022 el río y el lago Colhué Huapi estaban de nuevo secos. La última reaparición del río tuvo lugar en abril de 2022, cuando un gran temporal ocasionó inundaciones y revivió nuevamente el cauce. Sin embargo, la reiterada sequía produce la acumulación de arena que cubre la vegetación y crea una serie de dunas que siguen avanzando y ocasionan que el campo que deja atrás sea un espacio totalmente muerto. La ganadería es paupérrima ya que las ovejas se llenan de tierra, con perdidas económicas a la hora de esquilar, porque la lana de las ovejas es tan sucia que arruina los peines de corte. La pureza de la lana se mide por la cantidad de suciedad, y en esa zona, la mitad del peso de la lana de las ovejas es tierra. Actualmente, la acumulación con cada tormenta produce que el sedimento se vaya acumulando y termine formando dunas que arrasan con las viviendas de los estancieros. Esta situación  se inició en 2006 y continuó hasta 2017 cuando las lluvias intensas llenaron de nuevo el lago. Sin embargo, al poco tiempo el lago y el río se volvieron a secar, volviendo a formarse estas dunas que perjudican a los pocos habitantes que aun permanecen obre las costas del río y al este del lago. Las dunas hoy superan los 7 metros de altura y sepultaron varias viviendas rurales.

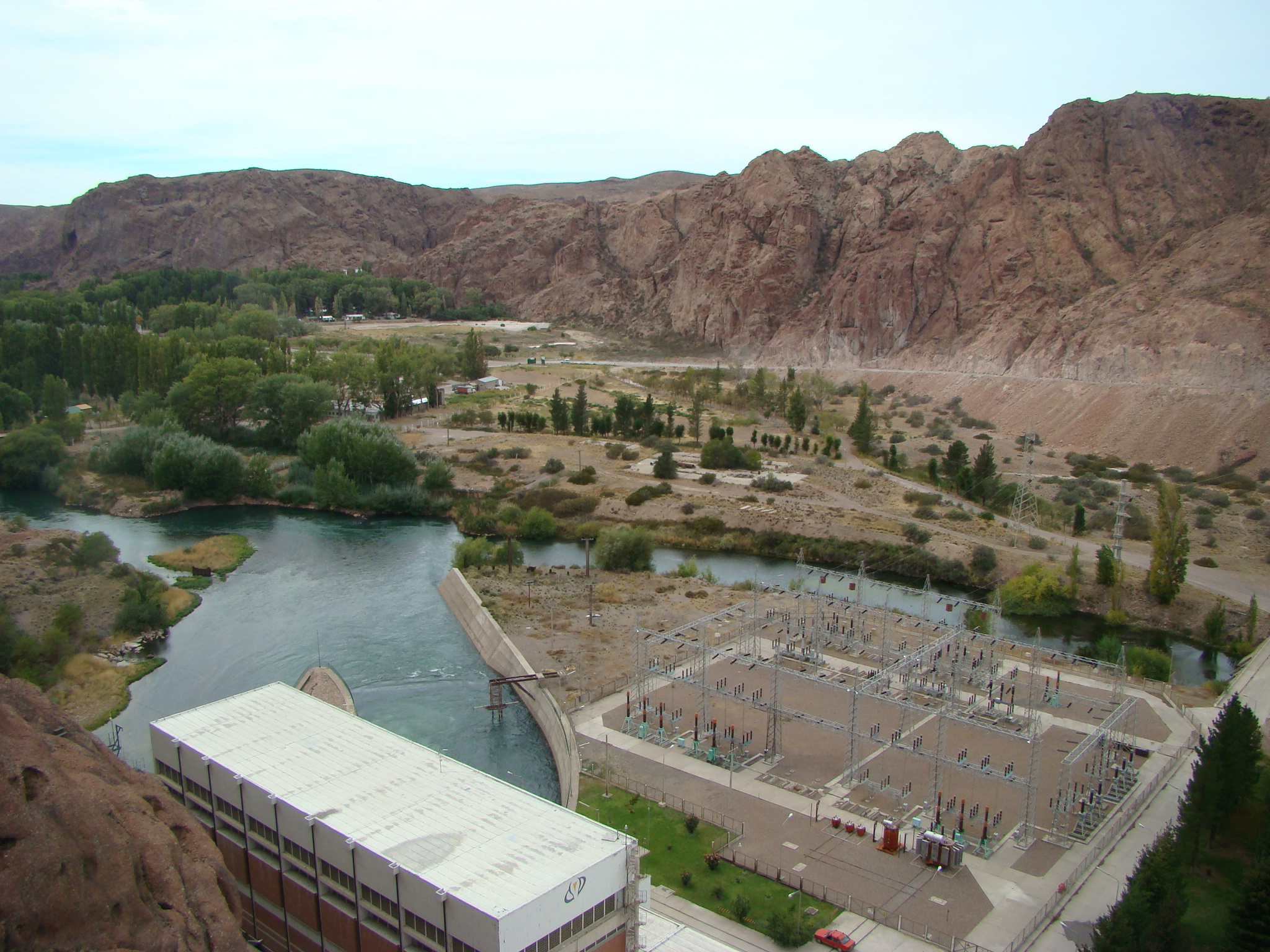
Vista del Dique Florentino Ameghino, del otro lado se ubica el embalse donde desemboca el río Chico.

## Paleontología
Tanto la zona del río como la del lago son un importante yacimiento de dinosaurios con especímenes encontrados y restos de huevos de esta especie. El área  incluye rocas del cretácico, de más o menos unos setenta millones de años de antigüedad, y gran cantidad restos de hadrosaurios

## Geografía y población
Su entorno está constituido por la estepa patagónica, árida en extremo. El valle que atraviesa resulta escasamente poblado y atractivo.
La única localidad asentada a orillas del río, llevaba su mismo nombre, pero hoy quedó deshabitada y sin registros de población. La ciudad de Comodoro Rivadavia dista a 78 km de este río, en tanto Sarmiento está a 127 km.
A pesar de que no existen localidades pobladas, la zona que rodea al río está poblada por estancias que aún mantienen una mermada producción ovina. Desde 2016 la Sociedad Rural venía solicitando, en Comodoro Rivadavia, que se instalara un puente de material para cruzar al río. Para 2017 el puente de material Nolmal completó su rediseño y reemplazó al anterior de madera; la obra fue finalizada en marzo de ese año. Con el reemplazo del viejo puente de madera se ganó mayor capacidad de carga en beneficio de los hacenderos y el transporte en general.

## Hidrología
El Chico es el nivel de base de distintos cursos de agua intermitentes. Por margen derecha y en el sentido del escurrimiento, lo alcanzan el zanjón del Valle Hermoso, y los cañadones Lagarto, Tres Botellas, El Pajarito, Otero y Sauce Solo. Por margen izquierda, llegan los cañadones de las Rosas y de la Leona. La vaguada de este curso de carácter intermitente se extiende hacia el nordeste. Está limitada por la pampa del Castillo, la de Salamanca y la meseta de Montemayor, hacia el este; y por las pampas Vaca y Pelada, las sierras Overas Grandes, la pampa Arroqui y el cerro Colorado, hacia el oeste.

### Naciente
Las nacientes del río Chico se encuentran en el extremo sudoriental del lago Colhué Huapi, sobre la laguna del Río Chico, de aspecto pantanoso. Desde el año 1939, en que tuvo lugar el último sobreflujo, lo usual es que el sistema formado por el río Senguerr y los lagos Musters y Colhué Huapi funcione como una cuenca endorreica, pues tanto las nacientes del Senguerr como los aportes de sus afluentes, no alcanzan a superar las pérdidas por escurrimiento que se producen en el lago Musters, y fundamentalmente las causadas por evaporación debido a la gran superficie y escasa profundidad del lago Colhué Huapi. El río vuelve a la vida solo en momentos de intensas lluvias. 
Asimismo, y con el correr de los años, en la embocadura del río se han formado médanos y barreras sedimentarias favorecidas por la acción eólica, las cuales obstruyen aún más un posible flujo de desagote, agravándose tal situación por la paulatina bajante de las aguas del lago Colhué Huapi que se viene produciendo de manera lenta pero ininterrumpida.
La vaguada está limitada por la pampa del Castillo, la de Salamanca y la meseta de Montemayor, hacia el este; y por las pampas Vaca y Pelada, las sierras Overas Grandes, la pampa Arroqui y el cerro Colorado, hacia el oeste.
La naciente del río suele albergar una vasta laguna que aumenta su tamaño con las lluvias. La misma es tan amplia que se la puede confundir fácilmente con el lago. Para acceder a esta laguna se debe Ingresar por el camino de Valle Hermoso, cuyo acceso está modificado por la petrolera que opera en el lugar.
Los primeros kilómetros de lo que fue el río cuentan aún con cascos de estancia que se sitúan a las orillas del cauce, marcado por esqueletos secos de grandes árboles. Asimismo, la ladera de la margen sur es de greda pelada, salpicada con afloramientos de roca de arenisca y basalto. Algunos caminos atraviesan el río y numerosas dunas dominan el ancho del cañadón. Si bien aún perduran ovejas, la arena sepultó quintas y frondosas arboledas que había. Hasta son visibles viejos sistemas de cañerías de captación.
Ya para mayo de 2022 se conoció que en el nacimiento del extinto río las inmensas dunas dañan las viviendas de los estancieros que aún habitan la zona.
La increíble situación del Río Chico fue descripta en palabras de los viajeros y conocedores como:

Todo el paisaje que rodea al río parece el escenario de una catástrofe.
Alejandro Aguado

### Curso medio

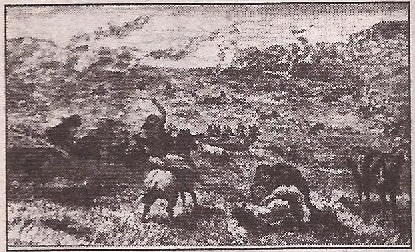
Tehuelches cazando guanacos y avestruces en el valle del río Chico en 1873. Frontispicio de George Chaworth Musters.

La extensión del cauce de este río seco es considerable, formando un valle de hasta 2,5 km de ancho, testigo de la importancia que tuvo en otros tiempos. Está delimitado en su margen derecha (hacia el este) por la pampa del Castillo, la de Salamanca, la Malaspina y la meseta de Montemayor; y por las pampas Vaca y Pelada, las sierras Overas Grandes, la pampa Arroqui y el cerro Colorado, hacia el oeste. Son todas zonas de gran aridez y escasas precipitaciones.
En su trayectoria recibe varios cursos de agua también secos o intermitentes. Por margen derecha y en el orden del sentido de su escurrimiento, lo alcanzan el zanjón del Valle Hermoso, y los cañadones Lagarto, Tres Botellas, El Pajarito, Otero y Sauce Solo. Por margen izquierda llegan a él los cañadones de las Rosas y de la Leona.
En este tramo también se ubica la única localidad asentada a orillas del río, que lleva su nombre y que hoy está despoblada.

### Curso inferior
Sólo ante nuevas e inusuales crecidas extraordinarias en la alta cuenca del río Senguerr, el cauce del Chico puede volver a recibir los excedentes de un eventual sobre flujo del sistema y conducirlos hasta su desembocadura, en el embalse Florentino Ameghino.
Este lago artificial ocupa hoy parte del gran cauce inferior del río Chico, y su dique de contención se halla sobre el Río Chubut, 15 km aguas abajo del punto donde antiguamente confluían ambos ríos. A partir de allí, el río Chubut continúa su trayectoria hasta llegar a la bahía Engaño, donde entrega su caudal en el Océano Atlántico, cerca de la ciudad de Rawson, capital de la provincia.